# AAM-N-10 Eagle
Eagle ([ˈiːɡl̩] чит. «Гол», з англ. «Орел», військовий індекс — AAM-N-10) — американська керована ракета класу «повітря-повітря» (КРПП) надвеликої дальності. Призначалася для ведення загоризонтного повітряного бою проти перспективних радянських винищувачів-бомбардувальників третього покоління з відстані перевищує зону досяжності їхнього бортового озброєння. Була розроблена корпорацією «Бендікс» (Bendix Corporation [en]) спільно з корпорацією «Грумман» на замовлення ВМС США. Роботи над створенням та випробуванням ракети велися у 1959—1961 роках.
Відповідно до початкової конструкторської ідеї, «Гол» мала стати найдалекобійнішою КРПП з усіх коли-небудь існуючих. Для перехоплення радянських стратегічних бомбардувальників і ракетоносців, ракету передбачалося споряджати ядерною бойовою частиною. Ракета разом із системою управління ракетним озброєнням і пусковим пристроєм входила комплекс озброєння WS-404.
Ракета належала до так званих «ексклюзивних» ракет, оскільки проєктувалась суто під інтеграцію в систему управління ракетним озброєнням палубного винищувача-перехоплювача Douglas F6D Missileer[en], на зовнішній підвісці якого передбачалося розмістити до шести таких ракет. Відмова потенційного замовника від закупівлі літаків зазначеної моделі незабаром призвела до відмови від продовження роботи над їх озброєнням, що призвело до згортання проекту. Проект коштував американській скарбниці 53 млн доларів.

## Передісторія
Ракета «Орел» була одним з елементів програми комплексного переозброєння ВМС США, яка включала різноманітні зразки нестандартного і конвенційного ракетно-артилерійського озброєння флоту. У червні 1958 року, в журналі «Missiles and Rockets» вийшов матеріал, в якому повідомлялося про те, що «Орел» — предмет особливої гордості флотських конструкторів-ракетників, «найдосконаліша система класу „повітря-повітря“ з будь-коли задуманих», але з вибором підрядника для подальшої реалізації конструкторського задуму військово-морське командування не поспішало.

### Вибір підрядників
Після того, як Головне управління озброєння ВМС США восени 1958 року видало вимоги тактико-технічного завдання до ракети, що проектується, до конкурсу на право отримання генерального підряду на проведення дослідно-конструкторських робіт і серійне виробництво ракет включилося більше десятка компаній військової промисловості: Chance Vought, General Electric, United Aircraft, Westinghouse, Sperry, Douglas El Segundo, North American та командно у парах Radio Corp. of America у парі з Convair та Bendix у парі з Grumman. ТТЗ включало в себе таку обов'язкову вимогу: Ракета повинна мати достатню перешкодостійкість для того, щоб подолати протидію засобів радіоелектронного придушення, бортових станцій постановки перешкод радянських літаків, для цього контур наведення повинен бути захищеним від засобів РЕП, система наведення ракети повинна бути комбінованою, включати в себе радіолокаційні та оптичні (інфрачервоні) елементи. Аванпроекти, запропоновані компаніями Douglas, North American і парою Bendix-Grumman, реалізували комбіновану систему наведення, що включає бортову станцію підсвічування цілей власної розробки та активну радіолокаційну головку самонаведення, розроблену компанією Sanders Associates.
2 січня 1959 року було оголошено про перемогу тандему Bendix — Grumman, з якими було укладено контракт на проведення подальших НДДКР.

### Розробка
У роботі над комплексом озброєння, що включає в себе саму ракету, пусковий пристрій і бортове радіоелектронне обладнання, що сполучається, брали участь такі комерційні структури:
Генеральний підрядник:
- Системна інтеграція — Bendix Corp., Systems Division, Енн-Арбор, Мічіган;
- Комплекс загалом — Bendix Aviation Corp., Мішока, Індіана;
- Система наведення — Bendix Research Laboratories Division, Детройт, Мічіган (розробка); Sperry-Rand Corp., Sperry Gyroscope Division, Грейт-Нек, Лонг-Айленд (приладова реалізація);
- Підсистеми ракети, складання, заводський експлуатаційний контроль, регламентне обслуговування — Bendix Pacific Division, Північний Голлівуд, Каліфорнія (розробка та виробництво);

Субпідрядники:
- Корпус та аеродинамічні елементи, рухова установка, пусковий пристрій, допоміжне експлуатаційно-технічне обладнання Grumman Aircraft Engineering Corp., Бетпейдж, Лонг-Айленд;
- Твердопаливний ракетний двигун — Aerojet General Corp., Азуса, Каліфорнія;
- Газовий акумулятор тиску — Garrett Corp., AiResearch Manufacturing Co., Лос-Анджелес, Каліфорнія;
- Активна радіолокаційна головка самонаведення — Sanders Associates, Inc., Нашуа, Нью-Гемпшир;
- Бортова тактична електронна обчислювальна система — Litton Industries, Inc., Беверлі-Хіллз, Каліфорнія;
- Бортова імпульсно-доплерівська РЛС виявлення цілей та наведення ракет AN/APQ-81 — Westinghouse Corp., Air Arm Division, Балтімор, Меріленд.

## Тактико-технічні характеристики
- Загальні відомості
- Літак-носій — F6D
- Категорії цілей, що вражаються, — одиночні засоби повітряного нападу типу «реактивний літак»
- Зона обстрілу
- Зона виявлення
- Цілевказівка бортової РЛС — 220 км
- вказівки з літака ДРЛВ — 370 км
- Зона пуску — 300 км
- Зона поразки — 200 км
- Досяжність за висотою — 30 км
- Аеродинамічні характеристики
- Аеродинамічна компонувальна схема — нормальна
- Середня швидкість польоту на ділянці розгону — 4322 км/год.
- Середня швидкість польоту на маршевій ділянці — 5557 км/год.
- Масо-габаритні характеристики
- Довжина у стартовій конфігурації — 4800 мм.
- Довжина розгінного ступеня — 1270 мм.
- Довжина маршового ступеня — 3530 мм.
- Діаметр корпусу розгінного ступеня — 410 мм.
- Діаметр корпусу маршового ступеня — 360 мм.
- Діаметр оперення розгінного ступеня — 1270 мм.
- Діаметр оперення маршового ступеня — 860 мм.
- Маса у стартовій конфігурації — 582 кг
- Маса розгінного ступеня — 287 кг
- Маса маршового ступеня — 295 кг.
- Бойова частина
- Тип БЧ — осколково-фугасна або ядерна W42
- Тип запобіжно-виконавчого механізму — дистанційної дії, радіолокаційний, спрацьовування на об'єм
- Двигуна установка
- Тип ДК — двоступінчаста
- Тип розгінного двигуна — РДТТ
- Тип маршового двигуна — РДТТ